# Selopuro (Selopuro)
Selopuro is een bestuurslaag in het regentschap Blitar van de provincie Oost-Java, Indonesië. Selopuro telt 8213 inwoners (volkstelling 2010).